# بالتیس

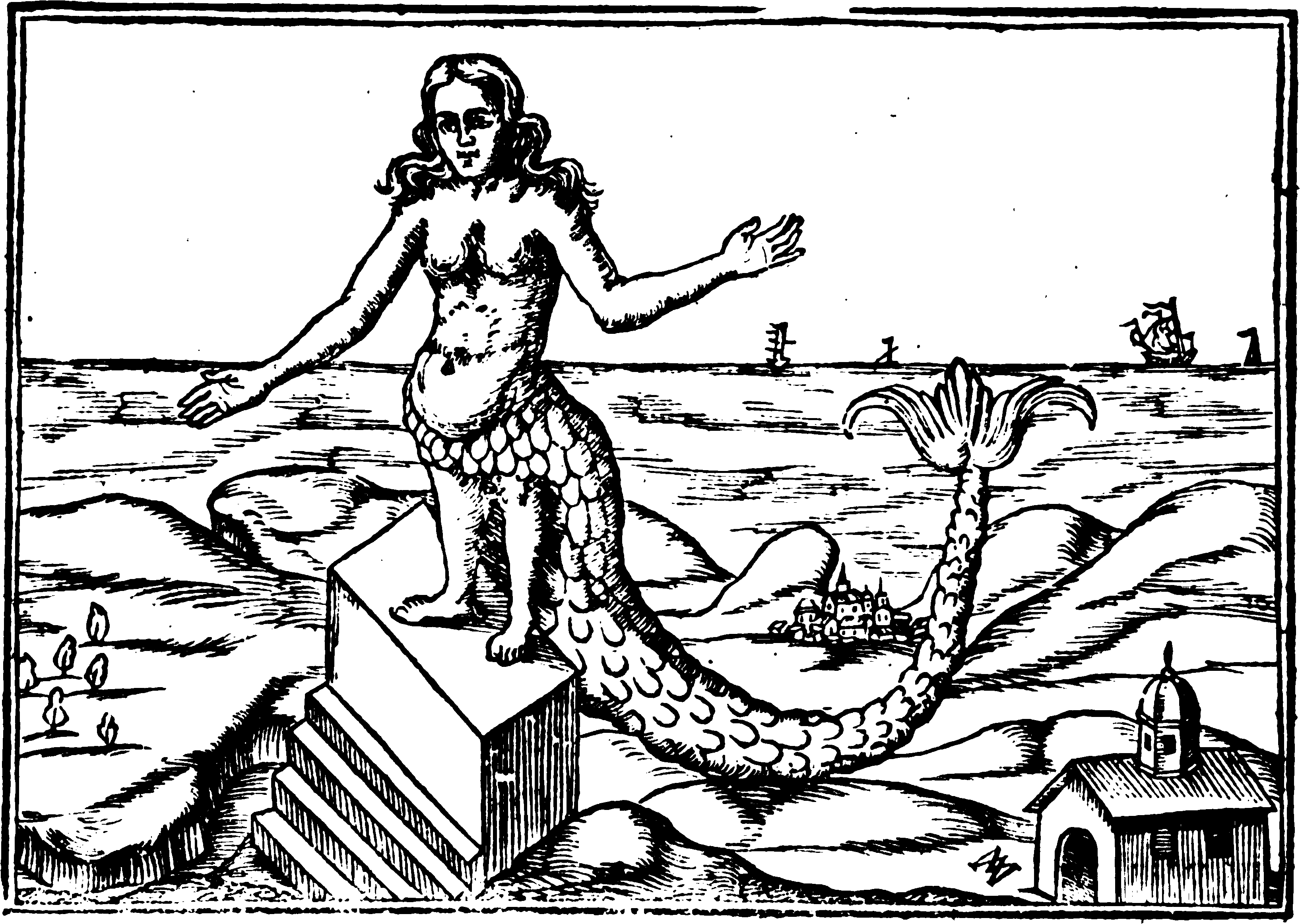
بالتیس

بالتیس (آرامی: 'Atar'atheh) الهه شهر بیبلوس است، او نزد یونانیان با نام اترگتیس نیز شناخته می‌شد. او با دو پر بلند و راست (عمود) در روی سرش به تصویر کشیده شده‌است.